# Pseudocaryopteris bicolor
Pseudocaryopteris bicolor là một loài thực vật có hoa trong họ Hoa môi. Loài này được (Roxb. ex Hardw.) P.D.Cantino miêu tả khoa học đầu tiên năm 1998 publ. 1999.